# Otrzewna
Otrzewna (łac. peritoneum) – błona surowicza wyścielająca jamę brzuszną i jamę miednicy.
Jak inne błony surowicze, zbudowana jest z blaszki właściwej błony surowiczej (lamina propria serosae), łącznotkankowej, bogatej we włókna sprężyste, którą wyścieła nabłonek jednowarstwowy płaski zwany mesothelium. Wydziela on płyn otrzewnowy.
Powierzchnia otrzewnej znacznie przekracza powierzchnię wyściełanej jamy. Wobec tego nie tylko pokrywa ona ścianę jamy brzusznej jako otrzewna ścienna (peritoneum parietale) i narządy jako otrzewna trzewna (peritoneum viscerale), ale tworzy też liczne fałdy, wśród których wyróżnia się krezki (krezka grzbietowa, krezka brzuszna), sieci (sieć większa, sieć mniejsza), więzadła i fałdy otrzewnowe właściwe.
W zależności od położenia względem otrzewnej, narządy jamy brzusznej i miednicy dzielą się na wewnątrzotrzewnowe (organa intraperitonealia) i zewnątrzotrzewnowe (organa extraperitonealia).